# خوسيه فرنسيسكو كاناليس
خوسيه فرنسيسكو كاناليس (بالإسبانية: Francisco Canales)‏ (4 مايو 1987 في المكسيك - ) هو لاعب كرة قدم مكسيكي في مركز حراسة المرمى. لعب مع نادي أطلس ونادي جامعة غوادالاخارا.

## وصلات خارجية
- خوسيه فرنسيسكو كاناليس على موقع قاعدة بيانات كرة القدم.إي يو (الإنجليزية)